# Emissores do Norte Reunidos
Os Emissores do Norte Reunidos (1953 — 1975) foram uma estação de radiodifusão da região do Grande Porto, pertencente à Sociedade Emissores do Norte Reunidos, Ld.ª, que funcionou com o indicativo oficial CSB5. A sociedade foi fundada em Fevereiro de 1953 tendo como sócios as empresas ORSEC (Oficinas de Rádio, Som, Electricidade e Cinema), Rádio Porto Ldª, Manuel Moreira & Cia. Ldª, Ideal Rádio Ldª e Sá, Quaresma & Cia. Ldª. Inicialmente emitia em onda média, na frequência de 1578 kHz e com 10 kW de potência, por períodos de 3 a 4 horas diárias, em rotatividade pelas rádios associadas. O emissor estava instalado em Canidelo, Vila Nova de Gaia. 
A estação foi nacionalizada em 1975, tendo sido integrada na rede da Radiodifusão Portuguesa (RDP), com a designação de Rádio Porto. Em 1987, é integrada na estrutura da Rádio Comercial, e em Abril de 1988 passa a chamar-se Rádio Comercial Norte. As duas rádios são privatizadas em 1993, sendo adquiridas pelo grupo Correio da Manhã.  
A 4 de Junho de 1993, a nova administração decide extinguir a Rádio Comercial Norte, encerrando as instalações no Porto e despedindo os 29 trabalhadores da estação, marcando o fim de uma das mais antigas emissoras de rádio da cidade do Porto.